# Eugenia hypargyrea
Eugenia hypargyrea är en myrtenväxtart som beskrevs av Paul Carpenter Standley. Eugenia hypargyrea ingår i släktet Eugenia och familjen myrtenväxter. Inga underarter finns listade i Catalogue of Life.